# Malta i olympiska sommarspelen 2012
Malta deltog vid de olympiska sommarspelen 2012 i London, Storbritannien, som arrangerades mellan den 27 juli och den 12 augusti 2012. Maltas trupp bestod av fem deltagare, tre män och två kvinnor, men ingen av landets deltagare erövrade någon medalj.

## Friidrott
Förkortningar

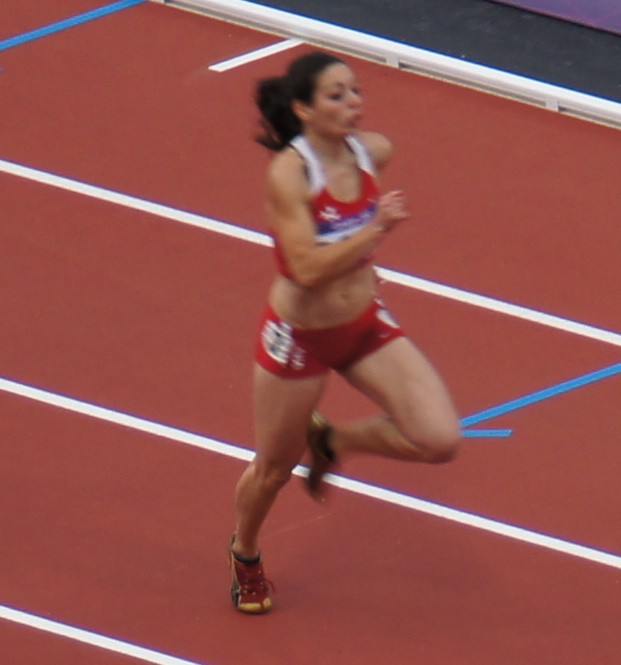
Diane Borg tävlar i försöksheatet på 100 meter.

- Notera – Placeringar gäller endast den tävlandes eget heat
- Q = Kvalificerade sig till nästa omgång via placering
- q = Kvalificerade sig på tid eller, i fältgrenarna, på placering utan att ha nått kvalgränsen
- NR = Nationellt rekord
- N/A = Omgången inte möjlig i grenen
- Bye = Idrottaren behövde inte delta i omgången

Bana och väg
| Idrottare      | Event           | Heat     | Heat      | Kvartsfinal      | Kvartsfinal      | Semifinal        | Semifinal        | Final            | Final            |
| Idrottare      | Event           | Resultat | Placering | Resultat         | Placering        | Resultat         | Placering        | Resultat         | Placering        |
| -------------- | --------------- | -------- | --------- | ---------------- | ---------------- | ---------------- | ---------------- | ---------------- | ---------------- |
| Diane Borg     | Damernas 100 m  | 12.00    | 3 q       | 11.92            | 8                | Gick inte vidare | Gick inte vidare | Gick inte vidare | Gick inte vidare |
| Rachid Chouhal | Herrarnas 100 m | 10.83    | 4         | Gick inte vidare | Gick inte vidare | Gick inte vidare | Gick inte vidare | Gick inte vidare | Gick inte vidare |

## Simning
Damer
| Tävlande      | Gren        | Heat  | Heat      | Semifinal        | Semifinal        | Final            | Final            |
| Tävlande      | Gren        | Tid   | Placering | Tid              | Placering        | Tid              | Placering        |
| ------------- | ----------- | ----- | --------- | ---------------- | ---------------- | ---------------- | ---------------- |
| Nicola Muscat | 50 m frisim | 27,22 | 43        | Gick inte vidare | Gick inte vidare | Gick inte vidare | Gick inte vidare |

Herrar
| Tävlande        | Gren         | Heat  | Heat      | Semifinal        | Semifinal        | Final            | Final            |
| Tävlande        | Gren         | Tid   | Placering | Tid              | Placering        | Tid              | Placering        |
| --------------- | ------------ | ----- | --------- | ---------------- | ---------------- | ---------------- | ---------------- |
| Andrew Chetcuti | 100 m frisim | 51,67 | 39        | Gick inte vidare | Gick inte vidare | Gick inte vidare | Gick inte vidare |

## Skytte
Malta kvalificerade sig för en plats i skyttegrenarna.
Herrar
| Tävlande         | Gren       | Kvalifikation | Kvalifikation | Final            | Final            |
| Tävlande         | Gren       | Poäng         | Plats         | Poäng            | Plats            |
| ---------------- | ---------- | ------------- | ------------- | ---------------- | ---------------- |
| William Chetcuti | Dubbeltrap | 135           | 9             | Gick inte vidare | Gick inte vidare |